# Alexandre Mairet
Pour les articles homonymes, voir Mairet.
Alexandre Mairet, né le 23 avril 1880 à La Tour-de-Peilz et mort le 9 février 1947 à Genève, est un artiste peintre, graveur xylographe et illustrateur suisse. Il collabore à la presse libertaire et notamment au Réveil anarchiste dont il redessine l’entête en 1930.

## Biographie
Influencée à ses débuts par Ferdinand Hodler, sa peinture évolue vers un réalisme plus direct, notamment après 1918, lorsqu'il collabore avec les milieux anarchistes genevois autour de Luigi Bertoni.
Il offre 49 gravures sur bois au journal Le Réveil anarchiste entre 1918 et 1930, année où il redessine la maquette de la publication.
En 1983, un film lui est consacré par la Télévision suisse romande, Le Drapeau noir d'Alexandre Mairet.

## Œuvres
- Portrait de Henri-Frédéric Amiel, voir en ligne.
- Immeubles à désinfecter et désaffecter et locataires à déloger, Coordination anarchiste de la région genevoise, 1989, voir en ligne.

## Notices
- Notices d'autorité :   - VIAF
  - ISNI
  - BnF (données)
  - IdRef
  - LCCN
  - GND
  - WorldCat
- « Alexandre Mairet » dans le Dictionnaire historique de la Suisse en ligne.
- Dictionnaire des anarchistes, « Le Maitron » : notice biographique et œuvres.
- Chantier biographique des anarchistes en Suisse : notice biographique.
- Centre international de recherches sur l'anarchisme (Lausanne) : notice.
- Centre international de recherches sur l'anarchisme (Marseille) : notice biographique.
- (en) Libcom : Mairet, Alexandre, 1880-1947.
- (en) Libcom : The Anarchist Woodcuts of Alexandre Mairet (1880-1947).
- Bernard Wyder, « Alexandre Mairet », sur SIKART Dictionnaire sur l'art en Suisse, 1998.